# Condado de Radomsko
Condado de Radomsko (polaco: powiat radomszczański) é um powiat (condado) da Polónia, na voivodia de Lodz. A sede do condado é a cidade de Radomsko. Estende-se por uma área de 1442,78 km², com 119 455 habitantes, segundo os censos de 2005, com uma densidade 82,8 hab/km².

## Divisões admistrativas
O condado possui:
Comunas urbanas: Radomsko
Comunas urbana-rurais: Kamieńsk, Przedbórz
Comunas rurais: Dobryszyce, Gidle, Gomunice, Kobiele Wielkie, Kodrąb, Lgota Wielka, Ładzice, Masłowice, Radomsko, Wielgomłyny, Żytno
Cidades: Radomsko, Kamieńsk, Przedbórz

## Demografia
População (dados de 30 de Junho de 2005):
|          | Total   | Total | Mulheres | Mulheres | Homens  | Homens |
| -------- | ------- | ----- | -------- | -------- | ------- | ------ |
|          | pessoas | %     | pessoas  | %        | pessoas | %      |
| Total    | 119 455 | 100   | 60 813   | 50,9     | 58 642  | 49,1   |
| Cidades  | 56 128  | 100   | 29 260   | 52,1     | 26 868  | 47,9   |
| Povoados | 63 327  | 100   | 31 553   | 49,8     | 31 774  | 50,2   |